# Maisonneuve (ancienne circonscription fédérale)
Pour les articles homonymes, voir Maisonneuve.
Maisonneuve fut une circonscription électorale fédérale du Québec, située sur l'île de Montréal. Elle fut représentée à la Chambre des communes de 1892 à 1933.
La circonscription fut créée en 1892 avec une partie de la circonscription d'Hochelaga. En 1933 la circonscription fut abolie et redistribuée parmi Maisonneuve—Rosemont et Mercier.

## Géographie
En 1892, la circonscription comprenait:
- Une partie de la ville de Montréal dont les quartiers d'Hochelaga et Saint-Jean-Baptiste
- Les villes de Maisonneuve et de Côte-Saint-Louis
- Les villages de Côte-de-la-Visitation et de Mile End

En 1914, la circonscription comprenait:
- Une partie de la ville de Montréal dont les quartiers de Rosemont et Longue-Pointe
- Les villes de Maisonneuve, Montréal-Est, Saint-Michel-de-Laval
- La ville et paroisse de Pointe-aux-Trembles, Rivière-des-Prairies et de Sault-au-Récollet
- Saint-Léonard-de-Port-Maurice

## Députés
1. 1896-1906 — Raymond Préfontaine, PLC
2. 1906¹-1917 — Alphonse Verville, PLC
3. 1917-1921 — Rodolphe Lemieux, PLC
4. 1921-1932 — Clément Robitaille, PLC
5. 1932¹-1935 — Joseph Jean, PLC

- PLC = Parti libéral du Canada
- ¹   = Élections partielles